# Moncayolle-Larrory-Mendibieu
Moncayolle-Larrory-Mendibieu (Baskisch: Mitikile-Larrori-Mendibile) is een gemeente in het Franse departement Pyrénées-Atlantiques (regio Nouvelle-Aquitaine) en telt 344 inwoners (1999). De plaats maakt deel uit van het arrondissement Oloron-Sainte-Marie en ligt in de Baskische provincie Soule.

## Geografie
De oppervlakte van Moncayolle-Larrory-Mendibieu bedraagt 16,2 km², de bevolkingsdichtheid is 21,2 inwoners per km².
De onderstaande kaart toont de ligging van Moncayolle-Larrory-Mendibieu met de belangrijkste infrastructuur en aangrenzende gemeenten.

## Demografie
Onderstaande figuur toont het verloop van het inwonertal (bron: INSEE-tellingen).

1. ↑  Populations de référence 2022.